# الدوامة (واد الجمعة)
الدوامة هي إحدى مشيخات المملكة المغربية، تتبع جغرافيا لإقليم تاونات وإداريًا لواد الجمعة. يقدر عدد سكانها بـ 4960 نسمة حسب الإحصاء الرسمي للسكان والسكنى لسنة 2004.